# Ernobiinae
Ernobiinae es una subfamilia de escarabajos polífagos de la familia Ptinidae.

## Tribus
- Ernobiini
- Ozognathini
- Xestobiini

## Géneros
| - Cerocosmos - Episernomorphus - Episernus - Ernobius - Microernobius - Microzogus - Ochina | - Ozognathus - Pachotelus - Paralobium - Parobius - Utobium - Xarifa - Xestobium |